# Puente de Segovia
Puente de Segovia (česky Segovijský most) je renesanční most v centru španělského Madridu, dílo architekta Juana de Herrera. Most je vystavěn z žulových kvádrů a sestává z devíti půlkruhových oblouků. Nachází se na křižovatce ulice Calle de Segovia s řekou Manzanares, na místě, které v minulosti tvořilo jednu z hlavních přístupových cest do města.
První zmínky o této stavbě, známé dříve jako Puente Segoviana, pocházejí ze 14. st., kdy král Alfons XI. Kastilský potvrdil stavbu mostu prostřednictvím dvou dopisů, napsaných v letech 1345 a 1346. Na prvních kresbách a malbách města, datovaných do 14. st., je most vyobrazen s devíti či s třinácti oblouky.

## Historie

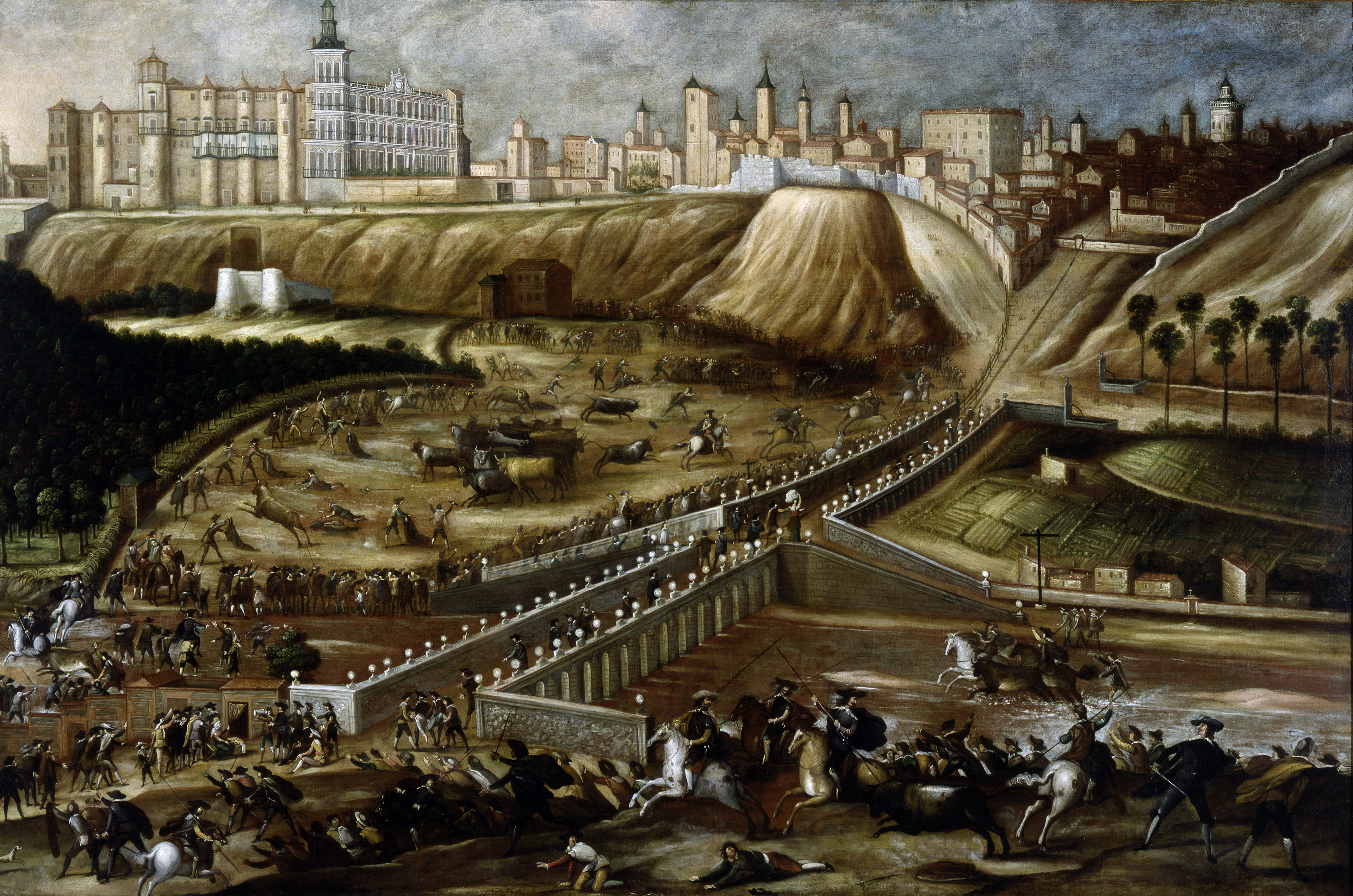
Vista del Alcázar Real y entorno del Puente de Segovia (Pohled na královský alcázar a okolí Puente de Segovia), anonymní umělec, asi 1670

Puente de Segovia je nejstarší stále stojící most ve městě. Jeho stavbu nařídil král Filip II. a byla svěřena jeho oblíbenému architektovi, Juanovi de Herrera, který rovněž navrhl královský palác v Aranjuezu či klášter El Escorial. Stavba mostu proběhla v letech 1582 až 1584 a bylo na ní vyčleněno 200 000 dukátů.
O šest dekád později, roku 1648, prošel most rekonstrukcí, kterou vedl architekt José de Villarreal. V témže roce byla u vstupu na most umístěna dekorativní brána, dílo Teodora Ardemanse, která měla zvýšit monumentalitu celé stavby. Postupem času byla brána odstraněna.
V listopadu 1936, během španělské občanské války, byl most skupinou republikánů vyhozen do povětří, aby se tak zamezilo vstupu frankistických jednotek pod vedením generála Yagüe do Madridu. Po skončení bojů byl most zrekonstruován, přičemž byly učiněny některé úpravy, ovšem s respektem k originální podobě mostu.

## Galerie

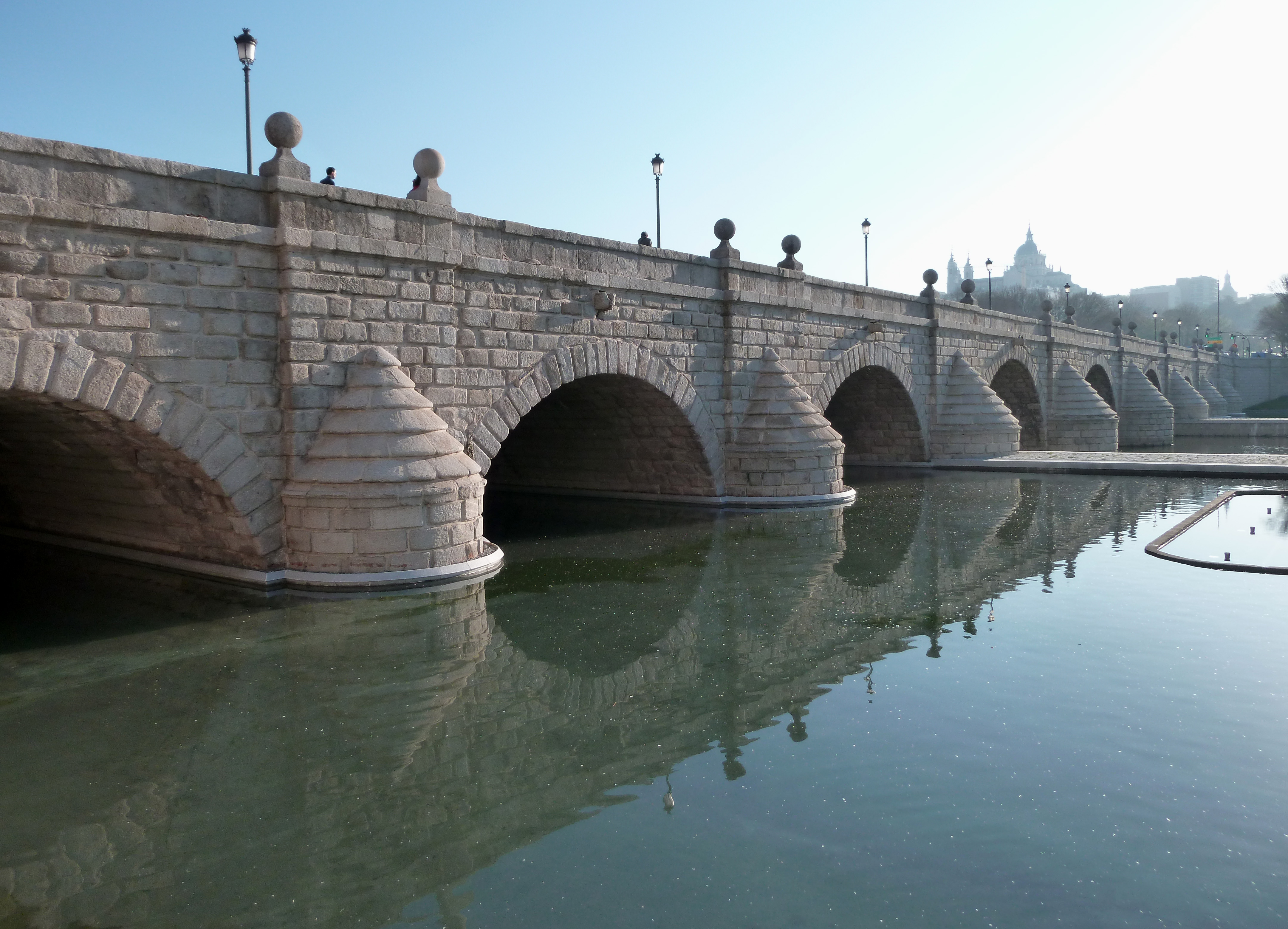
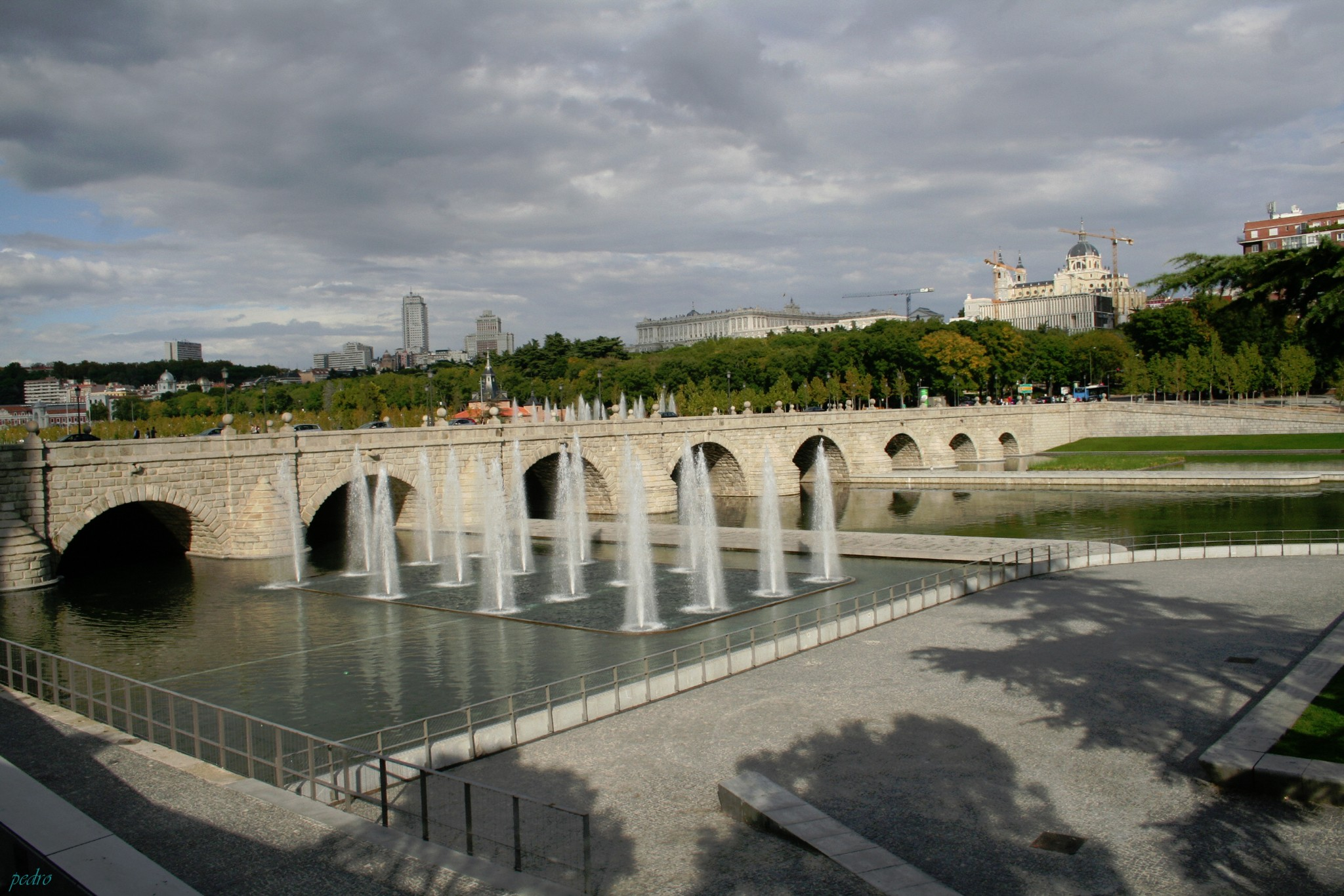
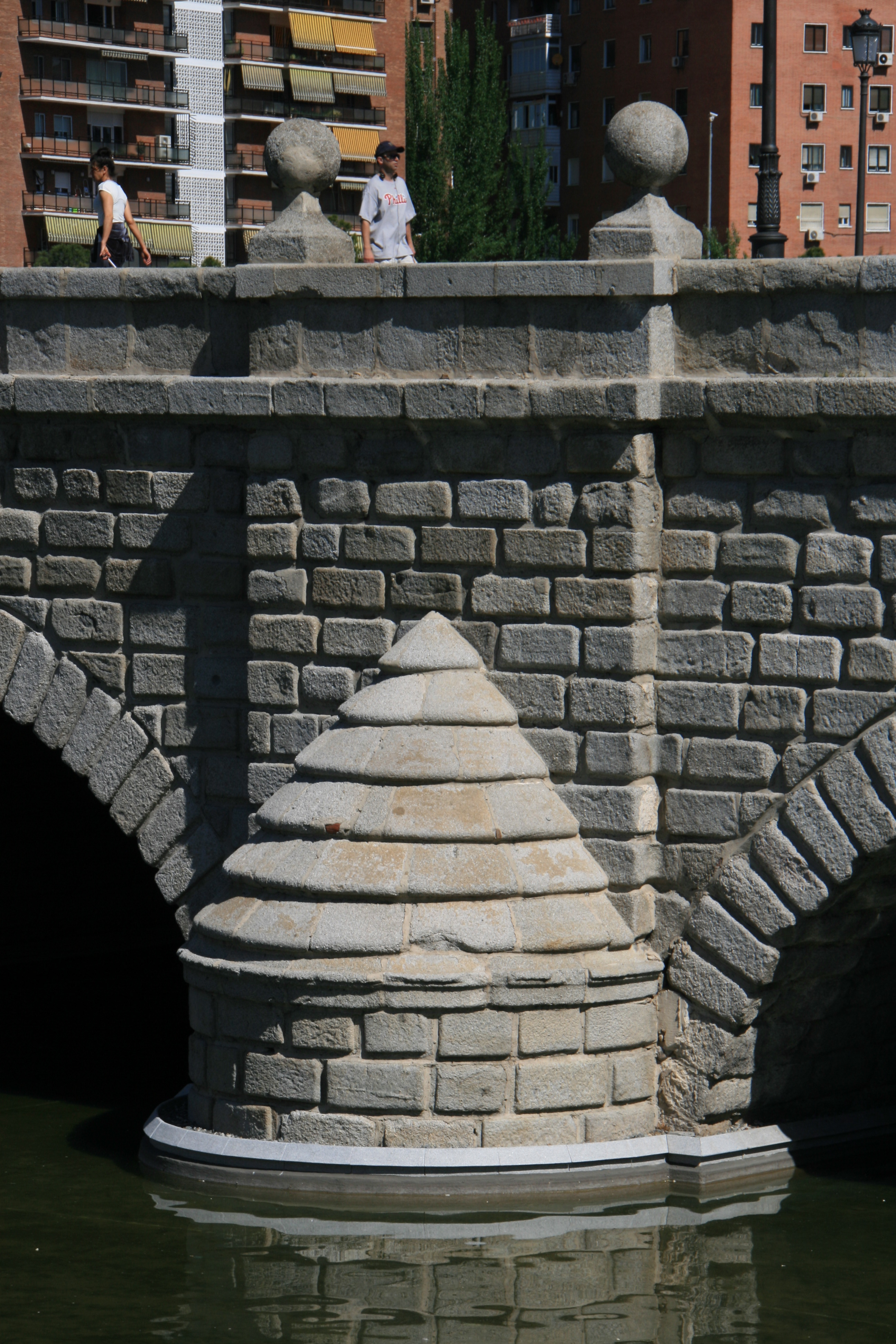